# Škoda Felicia
O Škoda Felicia é um carro de porte compacto produzido pela montadora Škoda entre 1994 e 2001. Este foi um dos primeiros modelos a beneficiar da aquisição da Škoda pelo grupo alemão Volkswagen. A produção em série do hatchback começou em outubro de 1994, a combi em junho de 1995 e a pick-up em agosto de 1995, sendo que a sua produção terminou em junho de 2001.
O Škoda Felicia beneficiou da entrada da Volkswagen e foi o primeiro Škoda com motor a diesel e com recursos de segurança e conforto melhorados.
Em 1998, o Škoda Felicia teve uma pontuação de satisfação elevada que deu à Škoda o título de "Melhor Fabricante" nesse ano.
A produção do Škoda Felicia terminou em junho de 2001, um ano após o lançamento do Škoda Fabia. Fez muito sucesso nos campeonatos de rally.

## Motores
Todos os motores do Škoda Felicia são de quatro cilindros. O Škoda Felicia tem disponível o motor 1.3 com 54 cv e 68 cv e dois motores provenientes do Grupo Volkswagen:
- 1.6 com 64 cv e 75 cv
- 1.9 Diesel com 64 cv.

## Galeria

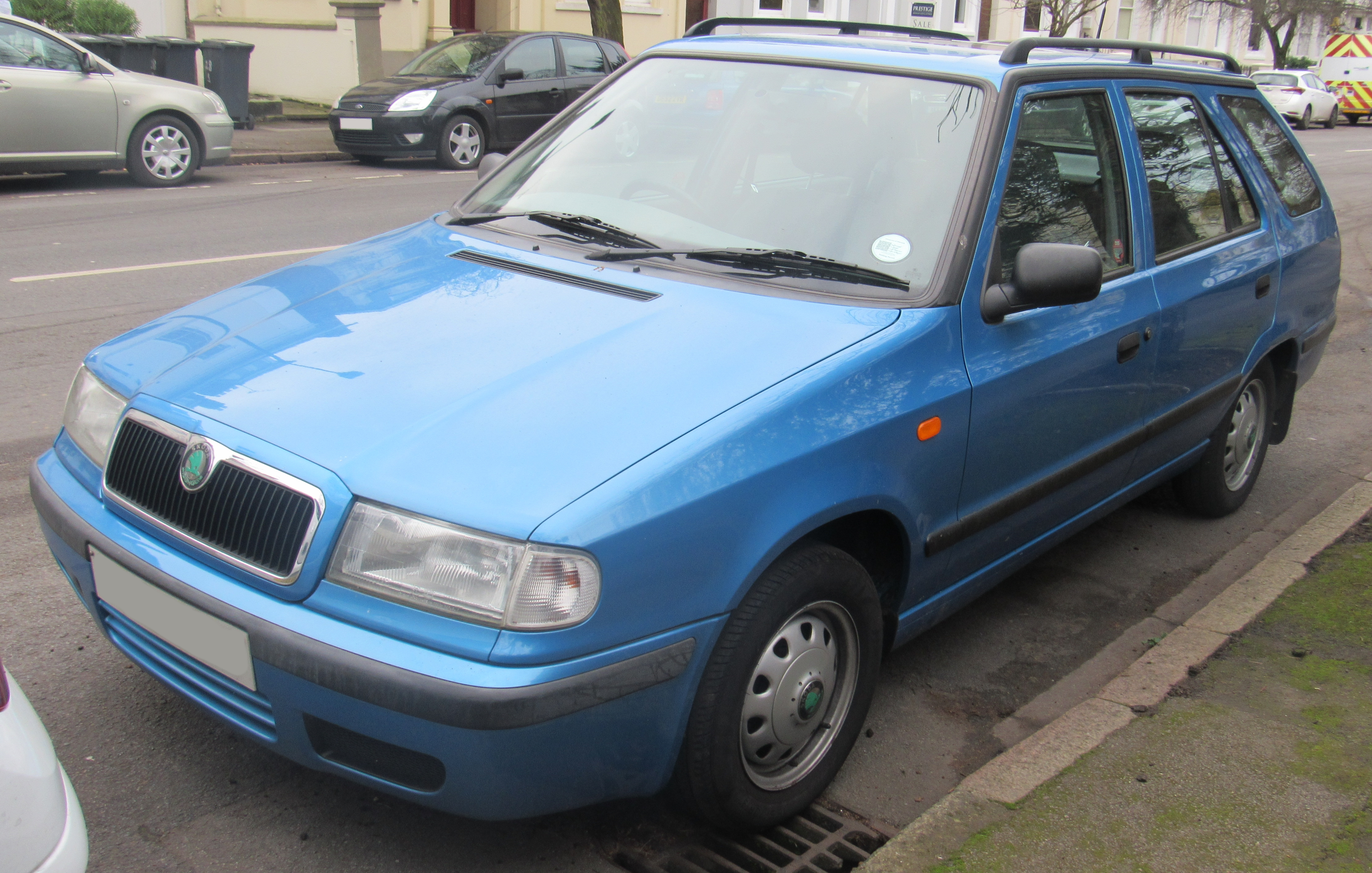
Škoda Felicia Combi
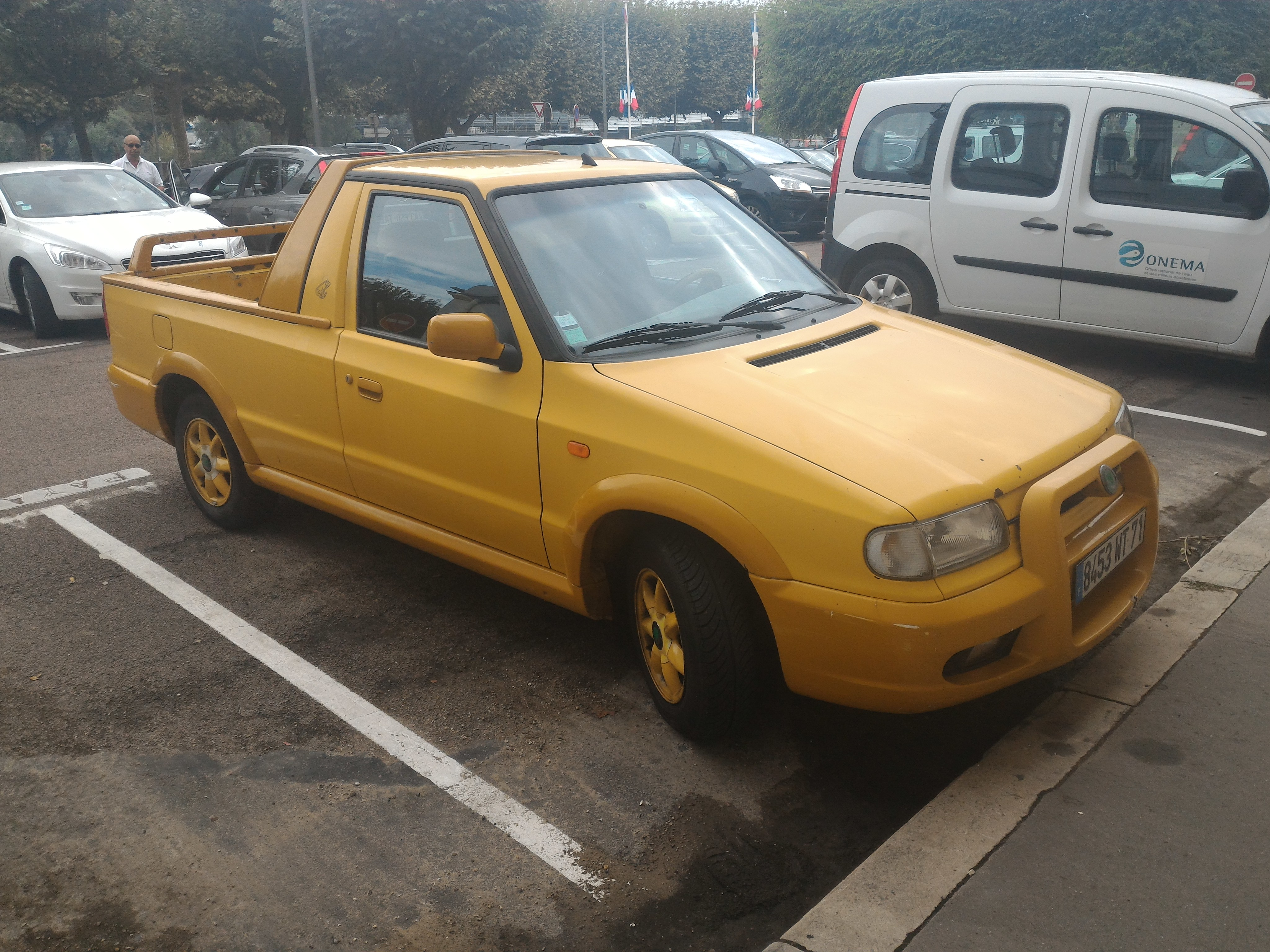
Škoda Felicia Fun